# Комиссия по изучению четвертичного периода
Коми́ссия по изучению четверти́чного периода (сокр. Четвертичная комиссия; КЧ) — советская и российская академическая комиссия при по изучению четвертичного периода, первая научная организация по системному и комплексному изучению палеогеографии, геологических и антропогенных отложений современного геологического периода. Образована в 1927 году при АН СССР.
В настоящее время фундаментальные проблемы четвертичного периода в комиссии разрабатывают специалисты нескольких научных направлений: геология, география, мерзлотоведение, почвоведение, археология, палеонтология и другие.

## Описание
Основные направления работ современной Комиссии по изучению четвертичного периода:
1. Организация и проведение научных заседаний.
2. Деятельность по линии Международного союза по изучению четвертичного периода (INQUA).
3. Координация научно-исследовательских работ, которые ведутся научными и производственными организациями.
4. Издательская деятельность .
5. Деятельность Бюро Комиссии.

Комиссия организует координацию научно-исследовательских работ, проводимых различными организациями, связанными с изучением четвертичного периода:
- созывает конференции и различные совещания
- публикует материалы в изданиях Комиссии (c 1929 года Бюллетень Комиссии по изучению четвертичного периода)
- организует прямые контакты представителей разных специальностей при выполнении комплексных исследовательских работ.
- осуществляет консультативную помощь учреждениям и специалистам различных ведомств.

## История
| система                                                                          | отдел      | ярус               | Ниж. граница, млн лет |
| -------------------------------------------------------------------------------- | ---------- | ------------------ | --------------------- |
| Антропоген                                                                       | Голоцен    | Мегхалайский       | 0,0042                |
| Антропоген                                                                       | Голоцен    | Северогриппианский | 0,0082                |
| Антропоген                                                                       | Голоцен    | Гренландский       | 0,0117                |
| Антропоген                                                                       | Плейстоцен | Верхний            | 0,129                 |
| Антропоген                                                                       | Плейстоцен | Тибанийский        | 0,774                 |
| Антропоген                                                                       | Плейстоцен | Калабрийский       | 1,80                  |
| Антропоген                                                                       | Плейстоцен | Гелазский          | 2,58                  |
| Неоген                                                                           | Плиоцен    | Пьяченцский        | больше                |
| Деление и золотые гвозди в соответствии с IUGS по состоянию на декабрь 2024 года |            |                    |                       |

В начале 1920 годов четвертичные отложения стали значимыми для геологов, которые ранее рассматривали их как простые «наносы» или «послетретичные» отложения, которые изучал В. В. Докучаев.
Изучение новейших отложений четвертичного периода значимы для:
- четвертичная геология — направления: генетическое, стратиграфическое, неотектоническое, прикладное (инженерная геология — основа гидротехнических и других строительных сооружений, полезные ископаемые — минеральное строительное сырьё и другие полезные ископаемые).
- палеогеография — в том числе мерзлотоведение, палеоэкология
- почвоведение — материнская порода
- палеонтология — ископаемые организмы
- антропология — первобытные люди
- первобытная археология — следы деятельности ископаемого человека.

### Создание комиссии
В сентябре 1926 года в городе Киев проходил Второй всесоюзный съезд геологов под председательством академика В. И. Вернадского. П. Н. Чирвинский предложил создать «Всесоюзную Комиссию по изучению лёсса». Съезд вынес постановление о необходимости учреждения в СССР Института, посвященного изучению четвертичного периода.
14 января 1927 года в Ленинграде В. И. Вернадский организовал совещание представителей различных учреждений, заинтересованных в организации Института. Было принято решение, из-за трудности организации Института, просить Академию наук СССР учредить при ней Комиссию по изучению четвертичного периода. 15 января 1927 года общее собрание Академии наук СССР утвердило её.
15 февраля 1928 года состоялось первое «Заседание Учёного Совета Комиссии по изучению четвертичного времени».
В 1927—1932 годах — Комиссия располагала штатом в 7 человек, имела оперативные средства и кроме научных заседаний и публикаций организовывала свои экспедиционные работы.
Задачей комиссии стало комплексное изучение четвертичных отложений с применением новейших методов.

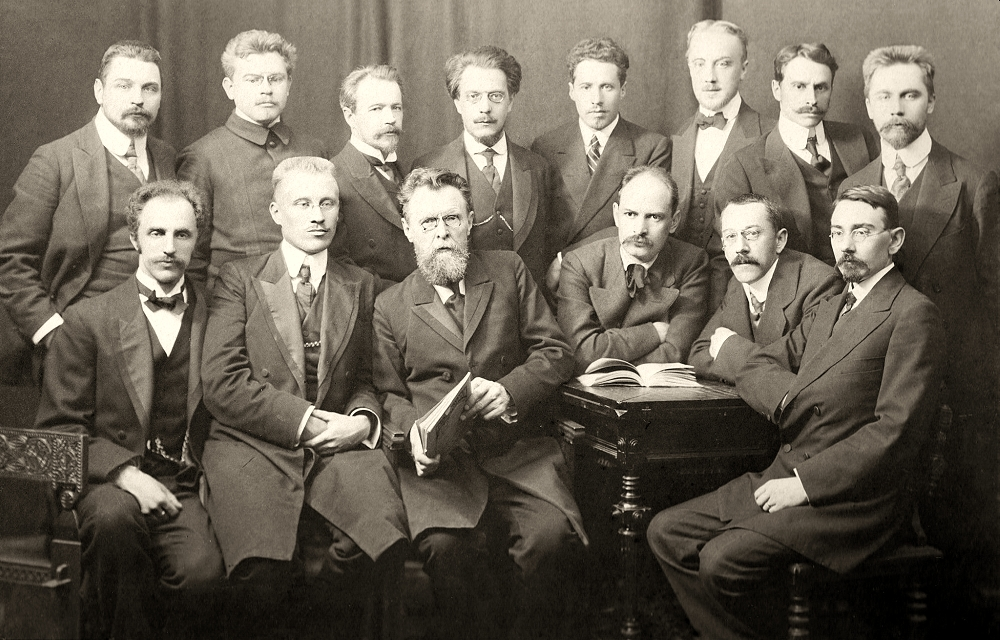
А. П. Павлов с учениками

### Руководство
Председатели Комиссии (в скобках — заместители):
- 1927 — Павлов, Алексей Петрович (П. П. Сушкин, Ф. Ю. Левинсон-Лессинг), с декабря 1928 года — Л. С. Берг[7]
- 1929 — Левинсон-Лессинг, Франц Юльевич[8](Л. С. Берг, Н. И. Кузнецов[9])
- 1932 — Губкин, Иван Михайлович
- 1939 — Обручев, Владимир Афанасьевич (В. И. Громов)
- 1956 — Сукачёв, Владимир Николаевич (В. И. Громов, Е. В. Шанцер, М. И. Нейштадт, К. К. Марков, Н. И. Николаев, В. В. Попов)
- 1967 — Горецкий, Гавриил Иванович (В. И. Громов до 1978, И. К. Иванова)
- 1989 — Яншин, Александр Леонидович
- 1999 — Алексеев, Михаил Николаевич
- 2002 — Лаврушин, Юрий Александрович[10] (А. А. Величко до 2015, С. М. Шик, до 2018).
- 2024 — Дегтярёв, Кирилл Евгеньевич (А. С. Тексаков).

Учёные секретари Комиссии, по году назначения:
- 1927 — Яковлев, Сергей Александрович[11].
- 1936 — Громов, Валериан Иннокентьевич
- 1945 — Иванова, Ирина Константиновна[12][13] (Секретарь Советской секции INQUA — М. И. Нейштадт)
- 1987 — [уточнить]
- 2002 — Хорева, Ида Михайловна[14]

### Организационная деятельность
Были выдвинуты темы для коллективной разработки:
1. Древние дюны на Русской равнине (Б. Б. Полынов, К. К. Марков, Б. Ф. Земляков, Н. А. Кулик, М. А. Лаврова, А. В. Хабаков, С. А. Яковлев).
2. Бореальная трансгрессия (Н. А. Кулик, Б. К. Лихарев, М. А. Лаврова, А. А. Чернов).
3. Обзор новейших данных по палеолиту СССР (Г. А. Бонч-Осмоловский, А. А. Бялыницкий-Бируля, М. И. Тихий, А. Ф. Гаммерман — комплексное изучение палеолита Крыма; С. Н. Замятин — изучение новой палеолитической стоянки на р. Сож, совместно с Г. Ф. Мирчинком, давшим описание геологии стоянки и В. И. Громовым, определявшим её фауну).

В 1932 году в Геологическом Институте АН СССР был создан Отдел четвертичной геологии, куда перешла большая часть штатных сотрудников Комиссии.
Комиссия стала играть объединяющую роль при организации комплексных исследований.
Регулярно проводились научные и организационные заседания (доклады по темам исследований), публиковались:
- с 1929 года — Бюллетень Комиссии по изучению четвертичного периода (Бюллетень КЧ, номера)
- c 1930 года — Труды Комиссии по изучению четвертичного периода (Труды КЧ, тома)

В 1928 году Комиссия организовала первые комплексные полевые экспедиции:
- 1928 — экспедиция Г. А. Бонч-Осмоловского по изучению стоянок палеолитического человека в пещерах Крыма.
- 1928 — экспедиция К. К. Маркова в северо-западную область для работ по четвертичной геологии и изучения ленточных глин.
- 1929 — экспедиция для изучения межледниковых образований Русской равнины (Смоленская область, Александров-на-Днепре, Дмитровский район Московской области (Г. Ф. Мирчинк, В. С. Доктуровский), Лихвин на Оке (В. Н. Сукачев).
- 1930 — Беломорская экспедиция (М. А. Лаврова).
- 1931 — Волжская экспедиция на пароходе (Г. Ф. Мирчинка, Г. А. Бонч-Осмоловский, К. К. Марков, В. И. Громова, B. И. Громов, Е. А. Гусева, Е. В. Шанцер).

После 1931 года Комиссия выделяла своим членам дотации на проведение полевых работ (Е. И. Беляевой, И. В. Даниловскому, В. И. Громову, И. И. Краснову, К. М. Поликарповичу, А. Л. Рейнгарду, В. В. Резниченко, В. Н. Сукачеву, С. А. Яковлеву и другим).
В 1955 году Комиссия работала при ОГГН АН СССР.
С 1960 года Комиссия входит в Постоянную Комиссию по четвертичной системе при Межведомственном стратиграфическом комитете, секцию Национального Комитета геологов по геохронологии и климатологии четвертичного периода.
В состав Комиссии входили региональные отделения (секции), например:
- 1928 — Московское отделение КЧ
- 1951 — Уральская Комиссия по изучению четвертичного периода при Молотовском государственном университете[17].
- 1953 — Западно-Сибирская комиссия по изучению четвертичного периода при Томском государственном университете имени В. В. Куйбышева[18].
- 1956 — Лёссовая комиссия, Узбекская ССР[19].
- 1968 — Сибирская секция Комиссии по изучению четвертичного периода АН СССР.

В 2025 году в ОНЗ РАН были утверждены положение, структура и состав Комиссии по изучению четвертичного периода.

## Направления работы Комиссии
Совещения в которых работала Комиссия и подготовленные её членами публикации:
- 1946 и 1947 — совещания по палеогеографии совместно с Институтом географии АН СССР.
- 1975 — Международный Симпозиум «Палеогеография и перигляциальные явления плейстоцена».
- 1964 — Международный симпозиум Литологической Комиссии INQUA (её материалы «Современный и четвертичный континентальный литогенез», 1966)
- 1948 — Совещание по происхождению лёссов в Ташкенте
- 1955 — Совещание по происхождению лёссов на Украине
- 1969 — Симпозиум Литологической Комиссии INQUA в Ташкенте
- 1976 — Симпозиум Лёссовой Комиссии INQUA на Украине
- 1953 — Совещания по ледниковым отложениям, по краевым образованиям материковых оледенений
- 1958 — Совещание по палеогеографии, геоморфологии и четвертичной стратиграфии северо-запада Европейской части СССР
- 1959 — Первое таджикское республиканское совещание по изучению четвертичного периода (и Туркмении)
- 1960 — Рабочее совещание по изучению четвертичных отложений Кызылкумов (3-15 июня, 1960)
- 1961 — Среднеазиатское и Казахстанское Междуведомственное совещание по четвертичному периоду
- 1962 — Совместный пленум постоянной Комиссии по четвертичной системе при Межведомственном стратиграфическом комитете (МСК) и Комиссии по изучению четвертичного периода АН СССР (Москва. 11-12 мая 1962)
- 1962 — Межвузовское Совещание по вопросам строительства на лёссовых грунтах (Воронеж. 20-23 февраля, 1962)
- 1963 — Второе Совещание по вопросам стратиграфии и периодизации палеолита (Москва, Владимир. 2-12 сентября 1963)
- 1969 — Международный Симпозиум по литологии и генезису лёссовых пород (Ташкент. 22-28 апреля 1969)
- 1969 — книга Ю. А. Лаврушина о четвертичных отложениях Шпицбергена
- 1973 — книга Н. С. Чеботаревой и И. А. Макарычевой «Последнее оледенение Европы и его геохронология»
- 1974 — совместное с МОИП заседание на тему «Оледенение в истории Земли»
- 1974 — Международный Симпозиум Литологической Комиссии INQUA по генезису основных морен
- 1973 — специальное совещание по палеопедологии (Бюллетень Комиссии № 43. 1975
- 1949 — книга Н. И. Николаева «Новейшая тектоника СССР», изданная Комиссией
- 1966 — Международный симпозиум по новейшей тектонике
- 1969 — публикация «Новейшие движения, вулканизм и землетрясения материков и дна океанов»
- 1962 — совместные совещания с Комиссией по абсолютному возрасту, и в 1972, 1976 и 1978 годах
- 1954 — специальные совещания по стратиграфии и в 1955, 1956, 1962, 1965. Участие в работе Международной программы геологических корреляций
- 1953 — региональная четвертичная геология и в 1961, 1968
- с 1973 — палеокриология
- с 1966 — палеоботаника и история растительности
- с 1950 — палеонтология и биостратиграфия
- с 1945 — археология, периодизация палеолита.

## Сотрудничество
В 1928—1932 годах Комиссия организовала экспозицию «Галереи четвертичного времени и доисторического человека» при Геологическом музее Академии наук (С. А. Яковлев, Г. А. Бонч-Осмоловский (общее руководство и ископаемый человек), К. К. Марков и И. И. Краснов (геология), В. И. Громов (фауна)). Она была представлена на Второй Международной конференции по изучению четвертичных отложений Европы (Ассоциации по изучению четвертичного периода) в 1932 году.
Комиссия постоянно работала в тесном контакте с Международной Ассоциацией по изучению четвертичного периода (АИЧПЕ, а после 1932 года с INQUA).
Первым президентом Ассоциации по изучению четвертичного периода (АИЧПЕ) был Дмитрий Иванович Мушкетов.
- 1929 — организация советской секции АИЧПЕ при Государственном Геологическом Комитете.
- С. А. Яковлев — в составе Бюро АИЯПЕ.
- И. М. Губкин — президент советской секции АИЧПЕ и Советской секции INQUA.

Почти во всех странах были созданы Институты, Комиссии и Комитеты по изучению четвертичного периода.
- 1947 — США (Quaternary Research)
- 1954 — Четвертичный Комитет в ФРГ (Quartar и Eiszeitalter und Gegenwart)
- 1954 — Италия (Quaternaria)
- 1964 — Французская ассоциация (AFEQ)

В состав Комиссии входила Советская секция Международного союза по изучению четвертичного периода (INQUA). До войны она находилась в Ленинграде, в Геологического Комитета и имела собственный бюджет, во время войны прекратила свое существование. В 1963 году она была влита в Комиссию по изучению четвертичного периода. Комиссия публикует материалы конгрессов INQUA (начиная с 6 конгресса, 1961).
В 1999 году был создан Комитет по четвертичным полезным ископаемым.

### Совещания
Всесоюзные совещания по изучению четвертичного периода (раз в 4 года перед Конгрессами INQUA, готовились путеводители, тезисы докладов и затем издавались «Труды»):
- 1948 — Всесоюзное рабочее совещание по итогам изучения четвертичного периода (Четвертичный съезд 1948 г. в Ташкенте)[23]

1. 1957 — первое совещание по изучению четвертичного периода (16—27 мая 1957, Москва, >500 участников, 9 секций). Экскурсии из Москвы в Ленинград с осмотром классических разрезов четвертичных отложений.
2. 1964 — в Западной Сибири с экскурсиями по Оби и Иртышу
3. 1968 — на Дальнем Востоке (9—18 сентября 1968, Хабаровск)
4. 1973 — в Закавказье с экскурсиями по Азербайджану, Армении и Грузии.

- 1962 — Совещание по вопросам абсолютной геохронологии четвертичного периода (совместно с Комиссией по определению абсолютного возраста геологических формаций АН СССР)[24].

Всероссийские совещания по изучению четвертичного периода:
- 1994 — 1 совещание, Москва
- 1998 — 2 совещание [где?]
- 2002 — 3 совещание, Смоленск
- 2005 — 4 совещание, Сыктывкар
- 2007 — 5 совещание, Москва[25]
- 2009 — 6 совещание, Новосибирск[26]
- 2011 — 7 совещание, Апатиты[27]
- 2013 — 8 совещание, Ростов-на-Дону[28]
- 2015 — 9 совещание, Иркутск[29]
- 2017 — 10 совещание, Москва, «К 90-летию Комиссии ОНЗ РАН по изучению четвертичного периода»[30]
- 2025 — 11 совещание, Санкт-Петербург (XI Всероссийское совещание по изучению четвертичного периода во ВСЕГЕИ).

### Стратиграфическая комиссия по четвертичным отложениям
В 1960-е годы существовала также «Постоянная стратиграфическая комиссия по четвертичным отложениям СССР»:
- Председатель — Шанцер Е. В., заместитель — Краснов И. И., Учёный секретарь — Лаврушин Ю. А.
- Члены комиссии: Алексеев Н. А., Апухтин Н. И., Бадер О. Н., Беляева Е. И., Биске С. Ф., Бондарчук В. Г., Вознячук Л. Н., Васильковский Н. П., Васьковский А. П., Ганешин Г. С., Герасимов И. П., Горецкий Г. И., Гринберг Э. Ф., Гричук В. П., Грищенко М. А., Громов В. И., Громова В. И., Гудел В. К., Жижченко Б. П., Заморий П. К, Костенко Н. Н., Лаврова М. А., Ламакин В. В., Ломонович М. И., Лукашев И., Лунгерсгаузен Г. Ф., Марков К. К., Махнач Н. А., Москвитин А. И., Нейштадт М. И., Никифорова К. В., Николаев Н. И., Орвику К, Перконс В. А., Покровская И. М., Попов В. И., Попов В. В., Попов Г. И., Равский Э. И., Сакс В. Н., Скворцов Ю. А., Соколов Н. Н., Стрелков С. А., Троицкий С. А., Фёдоров П. В., Цапенко М. М., Чемеков Ю. Ф., Чепулите В. А., Шацкий С. Т., Шик С. М., Шило Н. А., Шорыгина Л. Д., Шульц С. с, Щукина Е. Н., Эберзин А. Г., Эльянов М. Д., Эпштейн С. В., Яковлева С. В.

## Публикации Комиссии
Публикация изданий Комиссии:

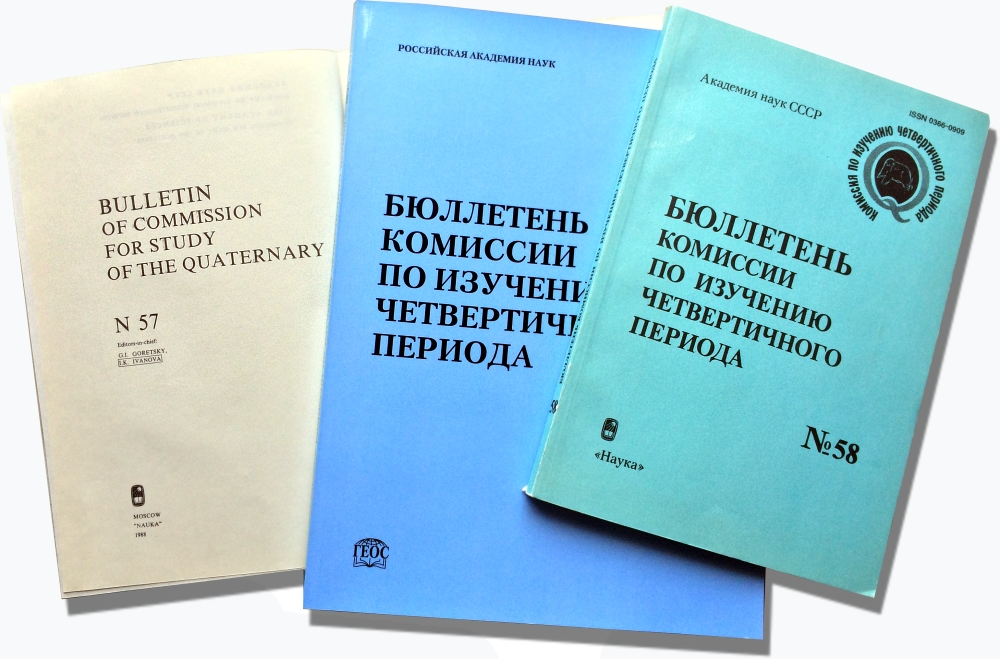
Бюллетень Комиссии по изучению четвертичного периода (БКЧ)

- 1929—1931 — Бюллетень Комиссии: № 1-3 (редактор академик Ф. Ю. Левинсон-Лессинг)
- 1932—1937 — Труды Комиссии (больший объём): Т. 1-6 и выпуски к ним[32] (ответственный редактор В. А. Обручев, затем И. М. Губкин). 2 Монографии по Крыму.
- 1940 — Бюллетень Комиссии № 6/7 содержал авторефераты докладов Второго пленума Комиссии по ископаемому человеку Советской секции INQUA.

1941—1943 — Комиссия не работала.
Труды комиссии по изучению четвертичного периода
Материалы по четвертичному периоду СССР:
1. Выпуск. 1936. — К докладам советской делегации на 3 конференции Международной ассоциации по изучению четвертичного периода[34].
2. Выпуск. 1950. — о границе между третичной и четвертичной системами, история четвертичной фауны позвоночных, история ископаемого человека, происхождение континентальных отложений, неотектоника.
3. Выпуск. 1952. — об исследованиях четвертичной флоры и палеогеографии[35]

Труды Советской секции Международной ассоциации по изучению четвертичного периода:
1. Выпуск. 1937
2. Выпуск. 1936
3. Выпуск. 1937
4. Выпуск. 1939.